# Contea di Jeff Davis (Georgia)
La contea di Jeff Davis (in inglese Jeff Davis County) è una contea dello Stato della Georgia, negli Stati Uniti. La popolazione al censimento del 2000 era di 12 684 abitanti. Il capoluogo di contea è Hazlehurst.